# HD16145
HD16145 — хімічно пекулярна зоря спектрального класу A0, що має видиму зоряну величину в смузі V приблизно 7,7.
Вона  розташована на відстані близько 931,9 світлових років від Сонця.

## Пекулярний хімічний вміст
Зоряна атмосфера GSC5860-1417 має підвищений вміст Cr .